# Rally de Japón de 2007
El Rally de Japón de 2007, oficialmente 4th Rally Japan, fue la decimocuarta ronda de la temporada 2007 del Campeonato Mundial de Rally. Se celebró en las cercanías de Obihiro (Hokkaidō) entre el 26 y el 28 de octubre y contó con un itinerario de veintisiete tramos sobre tierra que sumaban un total de 350.19 km cronometrados.

## Itinerario y resultados
| Día        | SS   | Tiempo | Nombre                | Distancia | Ganador            | Tiempo  | Velo. media | Líder rally        |
| ---------- | ---- | ------ | --------------------- | --------- | ------------------ | ------- | ----------- | ------------------ |
| 1 (26 Oct) | SS1  | 07:33  | Pawse Kamuy reverse 1 | 9.03 km   | Jari-Matti Latvala | 4:48.9  | 112.5 km/h  | Jari-Matti Latvala |
| 1 (26 Oct) | SS2  | 08:13  | Cup Kamuy 1           | 13.95 km  | Marcus Grönholm    | 8:29.7  | 98.5 km/h   | Jari-Matti Latvala |
| 1 (26 Oct) | SS3  | 08:36  | Kimun Kamuy 1         | 26.03 km  | Sébastien Loeb     | 13:56.0 | 112.1 km/h  | Marcus Grönholm    |
| 1 (26 Oct) | SS4  | 09:29  | Rikubetsu 1           | 2.73 km   | Daniel Sordo       | 2:05.4  | 78.4 km/h   | Jari-Matti Latvala |
| 1 (26 Oct) | SS5  | 13:35  | Pawse Kamuy reverse 2 | 9.03 km   | Jari-Matti Latvala | 4:39.1  | 116.5 km/h  | Jari-Matti Latvala |
| 1 (26 Oct) | SS6  | 14:15  | Cup Kamuy             | 13.95 km  | Mikko Hirvonen     | 8:09.0  | 102.7 km/h  | Mikko Hirvonen     |
| 1 (26 Oct) | SS7  | 14:38  | Kimun Kamuy 2         | 26.03 km  | Mikko Hirvonen     | 13:26.7 | 116.2 km/h  | Mikko Hirvonen     |
| 1 (26 Oct) | SS8  | 15:31  | Rikubetsu 2           | 2.73 km   | Daniel Sordo       | 2:04.2  | 79.1 km/h   | Mikko Hirvonen     |
| 1 (26 Oct) | SS9  | 17:44  | Obihiro 1             | 1.35 km   | Armindo Araujo     | 1:18.5  | 61.9 km/h   | Mikko Hirvonen     |
| 1 (26 Oct) | SS10 | 17:54  | Obihiro 2             | 1.35 km   | Xavier Pons        | 1:16.8  | 63.3 km/h   | Mikko Hirvonen     |
| 2 (27 Oct) | SS11 | 07:13  | Rikubetsu 3           | 2.73 km   | Sébastien Loeb     | 2:06.8  | 77.5 km/h   | Mikko Hirvonen     |
| 2 (27 Oct) | SS12 | 07:44  | Puray 1               | 34.96 km  | Mikko Hirvonen     | 19:28.3 | 107.7 km/h  | Mikko Hirvonen     |
| 2 (27 Oct) | SS13 | 08:23  | Niueo 1               | 20.75 km  | Daniel Sordo       | 12:31.3 | 99.4 km/h   | Mikko Hirvonen     |
| 2 (27 Oct) | SS14 | 09:01  | Sipirkakim 1          | 22.43 km  | Petter Solberg     | 12:13.1 | 110.1 km/h  | Mikko Hirvonen     |
| 2 (27 Oct) | SS15 | 13:44  | Rikubetsu 4           | 2.73 km   | Petter Solberg     | 2:05.6  | 78.2 km/h   | Mikko Hirvonen     |
| 2 (27 Oct) | SS16 | 14:15  | Puray 2               | 34.96 km  | Petter Solberg     | 19:01.0 | 110.3 km/h  | Mikko Hirvonen     |
| 2 (27 Oct) | SS17 | 14:54  | Niueo 2               | 20.75 km  | Daniel Sordo       | 12:17.5 | 101.3 km/h  | Mikko Hirvonen     |
| 2 (27 Oct) | SS18 | 15:47  | Sipirkakim Short      | 4.67 km   | Petter Solberg     | 2:42.4  | 103.5 km/h  | Mikko Hirvonen     |
| 2 (27 Oct) | SS19 | 17:57  | Obihiro 3             | 1.35 km   | Federico Villagra  | 1:21.4  | 59.7 km/h   | Mikko Hirvonen     |
| 2 (27 Oct) | SS20 | 18:07  | Obihiro 4             | 1.35 km   | Federico Villagra  | 1:22.0  | 59.3 km/h   | Mikko Hirvonen     |
| 3 (28 Oct) | SS21 | 07:06  | Rera Kamuy 1          | 8.76 km   | Sébastien Loeb     | 5:10.1  | 101.7 km/h  | Mikko Hirvonen     |
| 3 (28 Oct) | SS22 | 07:29  | Panke Nikorpet 1      | 17.04 km  | Daniel Sordo       | 9:35.0  | 106.7 km/h  | Mikko Hirvonen     |
| 3 (28 Oct) | SS23 | 08:09  | Penke 1               | 22.19 km  | Sébastien Loeb     | 13:23.8 | 99.4 km/h   | Mikko Hirvonen     |
| 3 (28 Oct) | SS24 | 11:35  | Rera Kamuy 2          | 8.76 km   | Sébastien Loeb     | 5:02.5  | 104.3 km/h  | Mikko Hirvonen     |
| 3 (28 Oct) | SS25 | 11:58  | Panke Nikorpet 2      | 17.04 km  | Sébastien Loeb     | 9:17.9  | 110.0 km/h  | Mikko Hirvonen     |
| 3 (28 Oct) | SS26 | 12:38  | Penke 2               | 22.19 km  | Daniel Sordo       | 13:05.4 | 101.7 km/h  | Mikko Hirvonen     |
| 3 (28 Oct) | SS27 | 14:33  | Obihiro 5             | 1.35 km   | Federico Villagra  | 1:23.6  | 58.1 km/h   | Mikko Hirvonen     |

## Clasificación final
| Pos.     | Piloto             | Copiloto            | Automóvil                | Tiempo    | Diferencia | Puntos  |
| General  | General            | General             | General                  | General   | General    | General |
| -------- | ------------------ | ------------------- | ------------------------ | --------- | ---------- | ------- |
| 1.       | Mikko Hirvonen     | Jarmo Lehtinen      | Ford Focus RS WRC 07     | 3:23:57.6 | 0.0        | 10      |
| 2.       | Daniel Sordo       | Marc Marti          | Citroën C4 WRC           | 3:24:35.0 | 37.4       | 8       |
| 3.       | Henning Solberg    | Cato Menkerud       | Ford Focus RS WRC 06     | 3:28:31.3 | 4:33.7     | 6       |
| 4.       | Matthew Wilson     | Michael Orr         | Ford Focus RS WRC 06     | 3:30:35.5 | 6:37.9     | 5       |
| 5.       | Luís Pérez Companc | Jose Diaz           | Ford Focus RS WRC 06     | 3:30:38.0 | 6:40.4     | 4       |
| 6.       | Manfred Stohl      | Ilka Minor          | Citroën Xsara WRC        | 3:31:01.9 | 7:04.3     | 3       |
| 7.       | Federico Villagra  | Jorge Perez Companc | Ford Focus RS WRC 06     | 3:35:12.9 | 11:15.3    | 2       |
| 8.       | Katsuhiko Taguchi  | Mark Stacey         | Mitsubishi Lancer Evo IX | 3:44:37.7 | 20:40.1    | 1       |
| PCWRC    |                    |                     |                          |           |            |         |
| 1. (9.)  | Gabriel Pozzo      | Daniel Stillo       | Mitsubishi Lancer Evo IX | 3:45:50.6 | 0.0        | 10      |
| 2. (11.) | Leszek Kuzaj       | Craig Parry         | Subaru Impreza WRX STI   | 3:48:30.7 | 2:40.1     | 8       |
| 3. (12.) | Takuma Kamada      | Naoki Kase          | Subaru Impreza WRX STI   | 3:48:39.0 | 2:48.4     | 6       |
| 4. (17.) | Yevgeni Vertunov   | Georgi Troshkin     | Subaru Impreza WRX STI   | 3:50:41.7 | 4:51.1     | 5       |
| 5. (19.) | Mark Higgins       | Scott Martin        | Mitsubishi Lancer Evo IX | 3:51:23.3 | 5:32.7     | 4       |
| 6. (21.) | Patrik Flodin      | Maria Andersson     | Subaru Impreza WRX STI   | 3:58:39.6 | 12:49.0    | 3       |
| 7. (23.) | Juho Hänninen      | Mikko Markkula      | Mitsubishi Lancer Evo IX | 4:03:12.4 | 17:21.8    | 2       |
| 8. (10.) | Yoshio Ikemachi    | Sadatoshi Ando      | Subaru Impreza WRX STI   | 4:03:48.7 | 17:58.1    | 1       |